# Parròquia de Druviena
La Parròquia de Druviena (en letó: Druvienas pagasts) és una unitat administrativa del municipi de Gulbene, Letònia. Abans de la reforma territorial administrativa de l'any 2009 pertanyia al raion de Gulbenes.

## Pobles, viles i assentaments
- Druviena (centre parroquial)
- Mežkleivas
- Murāni
- Silmači
- Ziemeļi
- Saltupes
- Tīrumkleivas
- Tirzieši.

## Hidrologia

### Rius
- Azanda
- Labā Vilaune
- Robežupe
- Tirza
- Tocupīte
- Vilaune

### Llacs i embassaments
- Molí d'aigua Pērļa
- Embassament Lazdu
- Kalniņdīķis
- Estanc de Caunes
- Estanc de Gaiļa
- Velniņš

## Persones notables
- Jānis Poruks (1871-1911) poeta.